# Holmes Osborne
Holmes Osborne (7 de noviembre de 1947) es un actor estadounidense, más conocido por protagonizar las películas de Richard Kelly Donnie Darko (2001), Southland Tales (2007) y The Box (2009). También ha protagonizado That Thing You Do! (1996), Bring It On (2000), Cheaper by the Dozen (2003) y Larry Crowne (2011).

## Carrera
En 1996, Osborne interpretó al padre del personaje de Tom Everett Scott en la película de comedia musical That Thing You Do!. En 1999 apareció como invitado, junto con Lance Henriksen, en un episodio deThe X-Files como necromancer para el Millennium Group. En 2000,  protagonizó como el padre de Kirsten Dunst en la comedia adolescente Bring It On. 
Posteriormente tuvo un papel protagónico como Eddie Darko, el padre del principal protagonista, en la película dramática de ciencia ficción Donnie Darko (2001). Posteriormente apareció en la comedia familiar Cheaper by the Dozen (2003). Al año siguiente, coprotagonizó en la comedia Anchorman: The Legend of Ron Burgundy. En 2006, Osborne protagonizó como el villano principal en la película de Disney Air Buddies. En 2007, volvió a reunirse con el director de Donnie Darko, Richard Kelly, en la película Southland Tales, y otra vez en 2009 en el thriller psicológico The Box. También en 2009, coprotagonizó en la comedia All About Steve.
En 2011, tuvo un papel secundario en la película de Tom Hanks Larry Crowne. Ha aparecido en series de televisión como House M. D., Cold Case, CSI: Miami, Rules of Engagement y Dharma & Greg, y tuvo un papel recurrente en la serie de ciencia ficción de la ABC, Invasión.
También actuó en el episodio "Canamar" de Star trek enterprise.